# 夏忠 (少將)
夏忠，男丶中國大陸政治人物丶軍事人物丶中共党員丶中共將領。

## 生平
歷任甘肅省军区副政委兼纪委书记、省征兵工作领导小组副组长丶少將，2022年，5月甘肅省全省上半年征兵工作总结暨大学生征兵工作会议，時仼甘肅省军区副政委兼纪委书记、省征兵工作领导小组副组长的夏將軍出席主持會議。